# Lista comunelor din landul Salzburg
| - Abtenau - Abtenau Dorf - Abtenau Markt - Adnet - Adnet I - Spumberg - Wimberg - Altenmarkt im Pongau - Altenmarkt - Palfen - Sinnhub - Anif - Annaberg-Lungötz - Annaberg - Gappen - Neubach - Anthering - Anthering | - Bad Gastein (Badgastein) - Böckstein - Remsach - Bad Hofgastein - Bad Hofgastein - Harbach - Heißingfelding - Vorderschneeberg - Wieden - Bad Vigaun - Rengerberg - Vigaun - Bergheim - Voggenberg - Berndorf bei Salzburg - Großenegg - Bischofshofen - Buchberg - Haidberg - Winkl - Bramberg (am Wildkogel) - Habach - Mühlbach - Mühlberg - Bruck an der Großglocknerstraße - Bruck - Hundsdorf - Reith - St. Georgen - Bürmoos | - Dienten am Hochkönig - Dienten - Dientenbach - Schwarzenbach - Dorfbeuern - Dorfgastein - Klammstein |
| - Eben im Pongau - Gasthof - Schattbach - Ebenau - Ebenau I - Ebenau II - Elixhausen - Elsbethen - Aigen - Gaisberg - Hinterwinkl-Aigen - Höhenwald - Eugendorf - Kirchberg - Neuhofen - Schwaighofen                  | - Faistenau - Anger - Lidaun - Tiefbrunau - Vordersee - Filzmoos (Salzburg) - Neuberg - Flachau (Salzburg) - Feuersang - Höch - Reitdorf - Forstau - Fusch an der Großglocknerstraße - Fusch - Fuschl am See - Fuschl | - Goldegg - Buchberg - Weng - Golling an der Salzach - Golling - Obergäu - Torren - Göming - Göriach - Großarl - Au - Bach - Eben - Schied - Unterberg - Großgmain - Grödig - Glanegg |
| - Hallein - Hallwang - Henndorf am Wallersee - Hintersee (Flachgau) - Hof bei Salzburg - Hollersbach (Pinzgau) - Hüttau - Hüttschlag                                                                                   | - Kaprun - Kleinarl - Koppl - Köstendorf - Krimml - Krispl - Kuchl | - Lamprechtshausen - Lend - Leogang - Lessach - Lofer |
| - Maishofen - Maria Alm (am Steinernen Meer) - Mariapfarr - Mattsee - Mauterndorf - Mittersill - Muhr (Salzburg) - Mühlbach am Hochkönig                                                                               | - Neukirchen am Großvenediger - Neumarkt am Wallersee - Niedernsill - Nußdorf am Haunsberg | - Oberalm - Oberndorf bei Salzburg - Obertrum am See |
| - Pfarrwerfen - Piesendorf - Plainfeld - Puch bei Hallein | - Radstadt - Ramingstein - Rauris - Rußbach am Paß Gschütt | - Saalbach-Hinterglemm - Saalfelden (am Steinernen Meer) - Salzburg - Sankt Andrä im Lungau - Sankt Georgen bei Salzburg - Sankt Gilgen - Sankt Johann im Pongau - Sankt Koloman - Sankt Margarethen im Lungau - Sankt Martin am Tennengebirge - Sankt Martin bei Lofer - Sankt Michael im Lungau - Sankt Veit im Pongau - Scheffau am Tennengebirge - Schleedorf - Schwarzach im Pongau - Seeham - Seekirchen am Wallersee - Straßwalchen - Strobl - Stuhlfelden |
| - Tamsweg - Taxenbach - Eschenau (Gemeinde Taxenbach) - Thalgau - Thomatal - Tweng | - Unken - Unternberg - Untertauern - Uttendorf | - Viehhofen |
| - Wagrain - Wald im Pinzgau - Wals-Siezenheim - Weißbach bei Lofer - Weißpriach - Werfen - Werfenweng | - Zederhaus - Zell am See | |